# Казе Брузони (Венеција)
Казе Брузони (итал. Case Brusoni) је насеље у Италији у округу Венеција, региону Венето.
Према процени из 2011. у насељу је живело 28 становника. Насеље се налази на надморској висини од 1 м.